# Карбони, Ромоло
Ромоло Карбони (итал. Romolo Carboni; 9 мая 1911, Фано, королевство Италия — 2 сентября 1999, там же) — итальянский прелат и ватиканский дипломат. Титулярный архиепископ Сидона с 28 сентября 1953. Апостольский делегат в Австралии с 28 сентября 1953 по 2 сентября 1959. Апостольский нунций в Перу с 2 сентября 1959 по 26 апреля 1969. Апостольский нунций в Италии с 26 апреля 1969 по 19 апреля 1986.